# The Absence (álbum)
The Absence é o terceiro álbum de estúdio da cantora norte-americana Melody Gardot, lançado a 28 de Maio de 2012.
Em Abril de 2012, Melody apresentou a capa e o alinhamento de The Absence, apresentando ainda, o vídeo da canção "Mira" e excertos de cada tema do álbum, sendo o primeiro avançado "Amalia". A cantora descreve The Absence como um álbum fortemente influenciado pelas suas experiências nos desertos de Marrocos, nos bares de tango de Buenos Aires, nas praias do Brasil e nas ruas de Lisboa.
Melody Gardot, esteve seis meses em Lisboa, em 2011, um lugar em que gosta de escrever e que descreve como um lugar de paz, um lugar para esquecer o trabalho, esquecer a maquilhagem. As influências de Lisboa, estão bem visíveis nos temas "Lisboa" e "Amalia", que nada tem que ver com a rainha do fado Amália Rodrigues, mas com um pássaro de asas e patas feridas, que um dia pousou ao pé de Melody, em Lisboa.

## Faixas[1][5]
Todas as faixas escritas e compostas por Melody Gardot, excepto onde assinalado. 
| N.º            | Título                                                   | Duração |  |
| 1.             | "Mira"                                                   | 4:16    |  |
| 2.             | "Amalia" (Phil Roy, Gardot, Heitor Pereira)              | 3:03    |  |
| 3.             | "So Long"                                                | 3:50    |  |
| 4.             | "So We Meet Again My Heartache"                          | 4:32    |  |
| 5.             | "Lisboa"                                                 | 5:27    |  |
| 6.             | "Impossible Love"                                        | 3:49    |  |
| 7.             | "If I Tell You I Love You"                               | 3:33    |  |
| 8.             | "Goodbye" (Jesse Harris, Gardot)                         | 3:38    |  |
| 9.             | "Se Você Me Ama" (Gardot, Pereira)                       | 4:56    |  |
| 10.            | "My Heart Won't Have It Any Other Way"                   | 2:34    |  |
| 11.            | "Iemanja" (contem a faixa escondida "Chegue Journeyman") | 18:13   |  |
| Duração total: | Duração total:                                           | 57:51   |  |

| Deluxe edition bonus DVD |                                                 |         |  |
| N.º                      | Título                                          | Duração |  |
| 1.                       | "Mira" (Hamilton & Yamandu Acoustic Version)    | 5:09    |  |
| 2.                       | "Iemanja" (Hamilton & Yamundu Acoustic Version) | 2:23    |  |
| 3.                       | "La vie en rose"                                | 5:17    |  |
| 4.                       | "La vie en rose" (Making Of)                    | 4:00    |  |
| 5.                       | "The Absence by Melody Gardot" (EPK Film)       | 21:00   |  |

| iTunes edition |                                                 |         |  |
| N.º            | Título                                          | Duração |  |
| 11.            | "Iemanja"                                       | 4:03    |  |
| 12.            | "La vie en rose"                                | 5:17    |  |
| 13.            | "Mira" (Hamilton & Yamandu Acoustic Version)    | 5:09    |  |
| 14.            | "Iemanja" (Hamilton & Yamundu Acoustic Version) | 2:23    |  |
| 15.            | "The Absence – Track by Track Commentary"       | 24:57   |  |
| Duração total: | Duração total:                                  | 81:24   |  |

| Japanese iTunes edition |                |         |  |
| N.º                     | Título         | Duração |  |
| 11.                     | "Iemanja"      | 4:03    |  |
| 12.                     | "The Willow"   | 7:00    |  |
| Duração total:          | Duração total: | 50:20   |  |

## Tabelas musicais
| Tabela (2012)                                         | Melhor posição |
| ----------------------------------------------------- | -------------- |
| ARIA Charts                                           | 43             |
| International Federation of the Phonographic Industry | 10             |
| Ultratop 50 (Flanders)                                | 8              |
| Ultratop 50 (Wallonia)                                | 3              |
| Canadian Albums Chart                                 | 17             |
| IFPI Denmark                                          | 14             |
| MegaCharts                                            | 16             |
| The Official Finnish Charts                           | 18             |
| Syndicat National de l'Édition Phonographique         | 3              |
| Media Control Charts                                  | 9              |
| Irish Albums Chart                                    | 22             |
| Federation of the Italian Music Industry              | 42             |
| Recording Industry Association of New Zealand         | 38             |
| VG-lista                                              | 1              |
| Polish Music Charts                                   | 19             |
| Associação Fonográfica Portuguesa                     | 14             |
| Scottish Singles and Albums Charts                    | 23             |
| Productores de Música de España                       | 41             |
| Sverigetopplistan                                     | 3              |
| Swiss Music Charts                                    | 10             |
| UK Albums Chart                                       | 18             |
| US Billboard 200                                      | 33             |
| US Jazz Albums                                        | 1              |